# Lista drumurilor județene din județul Gorj
Această pagină prezintă lista drumurilor județene din Județul Gorj.
DJ 661 Târgu Jiu - Drăguțești - Rovinari - Negomir - Săulești - Berlești - Câlnic - Vârț - Tismana Ramificații:DJ 661A: Bălănești - Bălăcești
DJ 665 Bengești-Ciocadia - Novaci - Baia de Fier - Polovragi - Crasna
Ramificații: DJ 665A: Polovragi - Cheile Oltețului
DJ 672 Târgu Jiu - Bălești - Ceauru - Telești - Sâmbotin - Glogova - Mătăsari - Samarinești 
Ramificații: DJ 672A: Văgiulești - Borăscu
DJ 672B: Ceauru - Țânțăreni
DJ 673 Bălești - Răchiți - Răchițel - Dănciulești - Brănești - Godinești - Căpreni - Stejari - Crușeț
Ramificații:DJ 673A: Crușeț - Dănciulești
DJ 674 Mătăsari - Aninoasa - Plopșoru - Țicleni - Săulești - Ciuperceni - Stănești - Baia de Fier
Ramificații:DJ 674A: Săulești - Drăgotești
DJ 674B: Ciuperceni - Bâlteni
DJ 675 Târgu Cărbunești - Albeni - Prigoria - Bumbești-Pițic - Bengești-Ciocadia
Ramificații:DJ 675A: Albeni - Căpreni
DJ 675C Alimpești - Ciupercenii de Olteț - Bustuchin - Hurezani
Ramificații:DJ 675C1: Bustuchin - Hurezani
DJ 676 Târgu Cărbunești - Logrești - Melinești (Dolj)Ramificații:
DJ 676A: Logrești - Pojogeni
DJ 677 Berbești (Vâlcea) - Roșia de Amaradia - Stoina - Licurici - Hurezani - AninoasaRamificații:
DJ 677A: Licurici - Albeni
DJ 672D Motru - Samarinești - Glogova - Văgiulești - Mătăsari
Ramificații:DJ 672D1: Samarinești - Cătunele